# 米谷半平 (8代)
米谷 半平（こめたに はんぺい、1925年7月11日 - 2012年3月28日 ）は、日本の経営者。北國銀行頭取を務めた。

## 来歴・人物
石川県出身。1950年に東京大学経済学部を卒業し、1954年6月に北國銀行に入行した。1964年11月に取締役に就任し、1966年11月に常務、1968年11月に専務を経て、1974年11月に副頭取に就任し、1978年12月には頭取に昇格した。1997年6月には会長に就任し、1997年6月から1998年12月までは会長と頭取を兼任。2000年6月に取締役を経て、2006年6月から相談役を務めた。
1985年11月に藍綬褒章を受章し、1995年11月に勲三等瑞宝章を受章。
2012年3月28日、死去。86歳没。